# Ялантуш-Вакуф
Яланту́ш-Ваку́ф (укр. Ялантуш-Вакуф, крымскотат. Yalan Tuş Vaqıf, Ялан Туш Вакъыф) — исчезнувшее село в Красноперекопском районе Республики Крым, располагавшееся на юге района, в километре южнее современного села Братское.

## История
Впервые в доступных источниках деревня встречается «…Памятной книжке Таврической губернии на 1892 год», согласно которой в Ялантуше татарском, составлявшем Ялантушское сельское общество Воинской волости Перекопского уезда, было 7 жителей, домохозяйств не имеющих. В «…Памятной книжке… на 1900 год» деревня не упоминается, а по Статистическому справочнику Таврической губернии. Ч.II-я. Статистический очерк, выпуск пятый Перекопский уезд, 1915 год, в деревне Ялантуш (вакуф, аренда Кокишева и скопщиков) Воинской волости Перекопского уезда числилось 22 двора (все дворы безземельные) с татарским населением в количестве 153 человек приписных жителей, из которых 57 мужчин и 96 женщин. За селением числилось 277 десятин удобной земли, в хозяйствах имелось 44 лошади.
После установления в Крыму Советской власти, по постановлению Крымревкома от 8 января 1921 года № 206 «Об изменении административных границ» была упразднена волостная система, Перекопский уезд переименовали в Джанкойский, в котором был образован Ишуньский район, в состав которого включили село, а в 1922 году уезды получили название округов. 11 октября 1923 года, согласно постановлению ВЦИК, в административное деление Крымской АССР были внесены изменения, в результате которых округа были отменены, Ишуньский район упразднён и село вошло в состав Джанкойского района. Согласно Списку населённых пунктов Крымской АССР по Всесоюзной переписи 17 декабря 1926 года, в селе Яланташ (вакуф), Воинского сельсовета Джанкойского района, числилось 29 дворов, все крестьянские, население составляло 106 человек, из них 104 татарина, 2 записаны в графе «прочие», действовала татарская школа. Постановлением ВЦИК от 30 октября 1930 года был восстановлен Ишуньский район и село, вместе с сельсоветом, включили в его состав. Постановлением Центрального исполнительного комитета Крымской АССР от 26 января 1938 года Ишуньский район был ликвидирован и создан Красноперекопский район с центром в поселке Армянск (по другим данным 22 февраля 1937 года). По данным всесоюзной переписи населения 1939 года в селе проживало 162 человека. Последний раз в доступных источниках село встречается на двухкилометровке РККА 1942 года.
В 1944 году, после освобождения Крыма от фашистов, согласно Постановлению ГКО № 5859 от 11 мая 1944 года, 18 мая крымские татары были депортированы в Среднюю Азию. Видимо, опустевшее после войны и депортации село не возрождали, так как в дальнейшем в доступных источниках не встречается.